# 熱血青春
《熱血青春》（英語：Fighting Spirit）是公視與TVBS第二次合作首播的台灣偶像劇（第一次合作首播的台灣偶像劇是《痞子英雄》），公視主頻道2009年7月4日起台灣時間每週六21：00~23：00首播，TVBS歡樂台2009年7月10日起台灣時間每週五22：00首播。

## 人物

### 主要演員
| 人物              | 演員     | 劇中角色概略 |
| 李米兒 （娜 米）  | 傅小芸   | 女，20歲。聖英大學二年級學生，跆拳道社員。女子第一量級。勇敢 不放棄 黑客女友 後為大智女友。喜歡大智 |
| 陸耀光 （小 龜）  | 周詠軒   | 男，21歲，聖英大學二年級學生，與飛仔兩人默契極佳。男子第一量級。吉祥龜 後為真妹男友 |
| 黑立言 （ 客）    | 李至正   | 男，19歲。聖英大學醫學系一年級新生。大智最大的對手，彼此過去戰績五勝五敗。放棄體育保送，並宣示退出跆拳道，後因娜米的不放棄，重新回歸跆拳道。男子第三量級。喜歡娜米，後分手 |
| 劉大智            | 陸廷威   | 男，19歲。聖英大學大氣科學系一年級新生。黑客最大的對手，彼此過去戰績五勝五敗。高中錦標賽準決賽因被對手言語刺激而拿椅子砸向對手，被取消資格並禁賽半年，因而放棄跆拳道，後因娜米的不放棄，重新回歸跆拳道，並改打第二量級。喜歡娜米，後娜米男友。                                             |
| 蘇 希             | 陳思璇   | 女，聖英跆拳社教練。娜米偶像李娜娜過去最大的對手，有漂亮寶貝之稱，因娜米死纏爛打及上司的輕薄，辭職後接任跆拳教練，並在便利商店打工。聖英跆拳道教練。 |
| 陳一飛 （飛 仔）  | 古 斌    | 男，23歲。聖英大學一年級新生。跆拳小天才，與娜米、小龜從小在同一道館學跆拳，後移居香港。三年前因為比賽中對手惡意犯規，造成膝蓋韌帶斷裂，而退出跆拳道。傷癒後，進入聖英大學，受到小龜及所有社員的關心及鼓舞，重新回歸跆拳道。但因過去受傷的陰影還在，把第一量級參賽權讓給最強的拍檔小龜。 |
| 韓在中 （韓大佬） | 黃文炫   | 男，21歲。從韓國轉學至聖英大學的一年級新生。聖英跆拳社的社長。絕技，正面攻擊。過去在韓國曾經以絕技傷了對手，造成心理有陰影，離開韓國跆拳道，也不再使用正面攻擊，後對手原諒他，他也克服了。                                                                                               |
| 黃真真 （真 妹）  | 萱野可芬 | 女，19歲。聖英大學醫技系二年級學生。娜米閨密，小龜女友 |

### 其他演員
| 人物     | 演員              | 劇中角色概略 |
| 鮑國安   | 汪建民            | 聖英大學總務長，曾經是20年前聖英大學大專盃跆拳道奪金成員之一。支持跆拳道社，經常給予協助。擁有A級教練資格，並答應蘇希請託，在準備教練資格考試期間，接下代理教練職務。 |
| 劉大展   | 黃泰安            | 大智的哥哥。 |
| 沈軍山   | 簡義哲            | 聖英大學教務長。 |
| 李 母    | 應采靈            | 娜米的媽媽。 |
| 朱教練   | 友希凱爾·法紹里本 | 大智高中時代的教練。 |
| 鄧之超   | 張朝閔            | 聖英大學學生會長。處處針對跆拳道社，並設計陷害。 |
| 小 三    | 吳忠諺            | 飛仔的校外結拜兄弟，非常講義氣重感情的大哥，不會讓飛仔誤入歧途，暗中替他化解了跆拳社的很多誤會，其實內心很渴望跟飛仔一樣擁有跆拳社的那群朋友。                        |
| 老       | 花偉倫            | 小三的跟班。 |
| 瘋 狗    | 花偉峻            | 小三的跟班。 |
| 茶 寶    | 黃 熙             | 大展的兒子，大智的姪子。 |
| 謝武雄   | 李湧恩            | 高中跆拳道錦標賽，大智準決賽的對手，因想取得體院保送資格，在比賽中故意以言語刺激大智，迫使大智違規被取消保送資格。                                                    |
| 小娜米   | 陳詩穎            | |
| 勇 哥    | 張崇銘            | 聖英大學跆拳道社前社長，對於跆拳抱持只是玩玩的心態，在受不了娜米的訓練計劃下，退出跆拳社。                                                                            |
| 體育主播 | 鄭凱              | |
| 老 闆    | 李中渝            | |
| ANDY     | 沈宗霖            | |
| 李 強    | 王家梁            | 海華大學跆拳道社社長，男子第三量級代表。 |
| 小 傑    | 劉雨凱            | 海華大學跆拳道社社員，男子第一量級代表。小時候在跆拳道館欺負小龜的小惡霸。                                                                                            |
| 痞 子    | 趙                | 海華大學跆拳道社副社長，男子第二量級代表。 |
| 阿 諾    | 羅子惟            | 海華大學跆拳道社社員，男子第四量級代表。 |
| 小 美    | 林薇              | 海華大學跆拳道社社員，女子第一量級代表。 |

### 客串演員
| 人物   | 演員   | 劇中角色概略             |
|        | 郭靜   |                          |
| 李娜娜 | 楊淑君 | 跆拳道國手，娜米的偶像   |
| 工讀生 | 陳瑋儒 | 大展請的金牌關東煮工讀生 |

## 電視劇歌曲
- 片頭曲：《熱血青春》－ 陳瑋儒
- 片尾曲：《有夢有朋友》－優客李林&伍思凱
- 插曲：《那個季節》－ 陳瑋儒(最深情的感人插曲)
- 插曲：《夢的徽章》－ 陳瑋儒(黑客的搖滾動力)
- 插曲：《愛情的魔力》－ 陳瑋儒(最甜蜜的定情專利)
- 插曲：《愛睡的小孩》－ 陳瑋儒(娜米的可愛來電答鈴)

## 收視率(公視)
| 播映日期      | 集數      | 平均收視率 | 最高分段收視率 | 註記 | 名次 |
| 2009年7月4日  | ACTION 1  |            |                |      |      |
| 2009年7月4日  | ACTION 2  |            |                |      |      |
| 2009年7月11日 | ACTION 3  |            |                |      |      |
| 2009年7月11日 | ACTION 4  |            |                |      |      |
| 2009年7月18日 | ACTION 5  |            |                |      |      |
| 2009年7月18日 | ACTION 6  |            |                |      |      |
| 2009年7月25日 | ACTION 7  |            |                |      |      |
| 2009年7月25日 | ACTION 8  |            |                |      |      |
| 2009年8月1日  | ACTION 9  |            |                |      |      |
| 2009年8月1日  | ACTION 10 |            |                |      |      |
| 2009年8月8日  | ACTION 11 |            |                |      |      |
| 2009年8月8日  | ACTION 12 |            |                |      |      |
| 2009年8月15日 | ACTION 13 |            |                |      |      |
| 2009年8月15日 | ACTION 14 |            |                |      |      |
| 2009年8月22日 | ACTION 15 |            |                |      |      |
| 2009年8月22日 | ACTION 16 |            |                |      |      |
| 2009年8月29日 | ACTION 17 |            |                |      |      |
| 2009年8月29日 | ACTION 18 |            |                |      |      |
| 2009年9月5日  | ACTION 19 |            |                |      |      |
| 2009年9月5日  | ACTION 20 |            |                |      |      |
|               | 平均收視  |            |                |      |      |

## 製作團隊
- 監製：張朝晟
- 製作人：黃宥驊、孟培雄
- 編劇：謝叔芳、李旭敏
- 製作協調：李曉梅、朱慕蓉
- 導演(第一回~第六回)：江豐宏、陳奕先
- 導演(第七回之後)：林清振
- 後製導演：何君惠
- 公關宣傳：潘怡豪
- 音樂：曹登昌
- 音效：沈志朋
- 片頭設計：吳姿瑩
- 剪輯：光光
- 動畫設計(第一回~第五回)：陳躍屯
- 動畫設計(第六回之後)：atwon
- 編劇統籌：吳璨琦
- 攝影師：李志強
- 協助製作：三匠影視有限公司、大川大立數位影音股份有限公司
- 製作：二魚影視有限公司
- 監製：公共電視文化事業基金會

## 外部連結
- 公視《熱血青春》官方網站 （页面存档备份，存于）
- TVBS歡樂台《熱血青春》官方部落格
- 三匠影視《熱血青春》官方網站
- 二魚影視《熱血青春》官方部落格 （页面存档备份，存于）

## 作品的變遷
| 公視 星期六 21:00 - 22:55             | 公視 星期六 21:00 - 22:55              | 公視 星期六 21:00 - 22:55             |
| ------------------------------------- | -------------------------------------- | ------------------------------------- |
|                                       | 熱血青春 （2009.07.04-2009.09.05)      |                                       |
| 痞子英雄 （2009.04.11 - 2009.06.27)   | 週末電影院 （電影時段） (2009.09.12 -) |                                       |
| TVBS歡樂台 星期五 22:00 - 00:00       |                                        |                                       |
| 痞子英雄 （2009.04.18 - 2009.07.03)   | 熱血青春 （2009.07.10-2009.09.11)      | 平民大富翁 （2009.09.18-2009.11.)     |
| 公視HD頻道 週一至週五 20:00~21:00     |                                        |                                       |
| 就想賴著你 （2010.10.04 - 2010.11.08) | 熱血青春 （2010.11.09 - 2010.12.06)    | 心星的淚光 （2010.12.07 - 2011.01.06) |

| 新加坡 星和都會台 星期天 19:00-21:00       | 新加坡 星和都會台 星期天 19:00-21:00   | 新加坡 星和都會台 星期天 19:00-21:00 |
| ------------------------------------------ | -------------------------------------- | ------------------------------------ |
|                                            | 熱血青春 （2009.09.13 - 2009.11.22）   |                                      |
| 王子看見二公主 （2009.06.28 - 2009.09.13） | 波麗士大人 （2009.11.29 - 2010.06.06） |                                      |

| 無綫電視J2台 星期一至五 19:30-20:30 | 無綫電視J2台 星期一至五 19:30-20:30        | 無綫電視J2台 星期一至五 19:30-20:30 |
| ----------------------------------- | ------------------------------------------ | ----------------------------------- |
|                                     | 熱血青春 （2010.12.30 - 2011.01.27）       |                                     |
| 熊貓人 （2010.11.25 - 2010.12.29）  | 第二回合我愛你 （2011.01.28 - 2011.03.16） |                                     |